# 格連·莊臣
格伦·约翰逊（英語：Glen Johnson，1984年8月23日—），英格蘭足球員，出生於倫敦格林威治，司職右閘，曾效力史篤城。

## 生平
格伦·约翰逊出身於英國老牌球會韋斯咸，曾被外借至英格蘭冠軍聯賽的米禾爾。他曾入選過英格蘭青年國家隊出賽。當2003年韋斯咸從英超降級後，格伦·约翰逊便於2003年以600萬英鎊加盟英超球會車路士，成為車路士成員之一，當時他僅僅是上陣過英超十場有多，外界普遍認為不值600萬英鎊身價。
加盟車路士第一季，格伦·约翰逊以凌厲的速度成為正選球員，並入選了英格蘭國家足球隊。但由於作為後衛，始終經驗不足，並常有失誤，近幾季多次被外借，至2007年終被出售到英格蘭的樸茨茅夫。
在2009年6月26日，格連·莊臣以1,750萬英鎊加盟利物浦，簽下為期4年的合約。

## 史篤城
2015年7月12日簽約史篤城2年。

## 國家隊
在2012年歐洲國家盃分組賽對陣法國，高唱國歌後便開心地跑去自己位置，完全忘記合照這回事，使英格蘭隊賽前合照只有10個人。

## 榮譽
切尔西
- 英超联赛冠軍：2004/05
- 英格蘭联赛盃冠軍：2004/05

樸茨茅夫
- 英格蘭足總盃冠軍：2007/08

利物浦
- 英格蘭聯賽盃冠軍：2011/12

## 外部連結
- 足球数据库：格連·莊臣的球员统计数据
- 英格蘭足總：格連·莊臣 （页面存档备份，存于）
- FootballDatabase profile （页面存档备份，存于）
- BBC profile （页面存档备份，存于）